# Груэсо, Даниэль
Даниэль Альфонсо Груэсо Барко (исп. Daniel Alfonso Grueso Barco; род. 30 июля 1985, Тулуа, Валье-дель-Каука) — колумбийский легкоатлет, специалист по бегу на короткие дистанции. Выступал за сборную Колумбии по лёгкой атлетике в 2004—2014 годах, пятикратный чемпион Боливарианских игр, многократный победитель и призёр первенств Южной Америки, участник летних Олимпийских игр в Пекине.

## Биография
Даниэль Груэсо родился 30 июля 1985 года в городе Тулуа департамента Валье-дель-Каука.
Впервые заявил о себе в лёгкой атлетике на международном уровне в сезоне 2004 года, когда вошёл в состав колумбийской национальной сборной и выступил на молодёжном южноамериканском первенстве в Баркисимето, где выиграл бронзовую медаль в беге на 100 метров и стал серебряным призёром в эстафете 4 × 100 метров. Также в этом сезоне бежал 100 и 200 метров на юниорском мировом первенстве в Гроссето.
В 2005 году на чемпионате Южной Америки в Кали финишировал четвёртым на дистанциях 100 и 200 метров, тогда как в эстафете 4 × 100 метров получил серебро. На Боливарианских играх в Армении в тех же дисциплинах превзошёл всех соперников и завоевал три золотые медали.
В 2006 году на 100-метровой дистанции занял седьмое место на иберо-американском чемпионате в Понсе. Дошёл до полуфинала в беге на 100 метров и стал седьмым в эстафете 4 × 100 метров на Играх Центральной Америки и Карибского бассейна в Картахене. На чемпионате Южной Америки в Тунхе выиграл золотую и серебряную медали в беге на 100 и 200 метров соответственно. На Южноамериканских играх в Буэнос-Айресе четырежды поднимался на пьедестал почёта: взял бронзу в дисциплинах 100 и 200 метров, в эстафетах 4 × 100 и 4 × 400 метров.
На чемпионате Южной Америки 2007 года в Сан-Паулу выиграл бронзовую медаль в беге на 200 метров, повторив при этом национальный рекорд Колумбии — 20,66, в то время как в эстафете 4 × 100 метров получил серебро. Бежал 200 метров на Панамериканских играх в Рио-де-Жанейро, где сумел дойти до стадии полуфиналов, и на чемпионате мира в Осаке.
В 2008 году в беге на 100 метров и в эстафете 4 × 400 метров был шестым и пятым на чемпионате Центральной Америки и Карибского бассейна в Кали. Благодаря череде удачных выступлений удостоился права защищать честь страны на летних Олимпийских играх в Пекине — в дисциплине 100 метров дошёл до четвертьфинала, тогда как в состязаниях на 200 метров остановился на предварительном квалификационном этапе.
В 2009 году в беге на 100 метров и в эстафете 4 × 100 метров выиграл серебряную и золотую медали на чемпионате Южной Америки в Лиме. Бежал 100 метров на чемпионате мира в Берлине. Успешно выступил на Боливарианских играх в Сукре, где выиграл бег на 100 метров и эстафету 4 × 100 метров, а в беге на 200 метров стал серебряным призёром.
В 2010 году на иберо-американском чемпионате в Сан-Фернандо добавил в послужной список бронзовые награды, выигранные в беге на 100 метров и в эстафете 4 × 100 метров. На Играх Центральной Америки и Карибского бассейна в Маягуэсе остановился на предварительном этапе в дисциплине 100 метров, занял седьмое место в дисциплине 200 метров, с национальным рекордом Колумбии 39,20 стал пятым в эстафете 4 × 100 метров.
В 2011 году на чемпионате Южной Америки в Буэнос-Айресе одержал победу в беге на 200 метров и стал серебряным призёром в эстафете 4 × 100 метров. Участвовал в эстафете на чемпионате Центральной Америки и Карибского бассейна в Маягуэсе, бежал 200 метров на чемпионате мира в Тэгу и на Панамериканских играх в Гвадалахаре.
На иберо-американском чемпионате 2012 года в Баркисимето финишировал пятым на дистанции 100 метров, тогда как на дистанции 200 метров в финал не вышел.
В 2013 году на чемпионате Южной Америки в Картахене стал шестым в беге на 200 метров и получил серебро в эстафете 4 × 100 метров. На Боливарианских играх в Трухильо был четвёртым в дисциплинах 100 и 200 метров, показал третий результат в эстафете 4 × 100 метров.
В 2014 году отметился выступлением на Южноамериканских играх в Сантьяго, где участвовал в беге на 200 метров и в эстафете 4 × 100 метров — во втором случае выиграл бронзовую медаль. По окончании этого сезона завершил спортивную карьеру.